# Matheus Gonçalves
Matheus Gonçalves Martins (18 agosto 2005) è un calciatore brasiliano, attaccante del Flamengo.

## Carriera
Matheus Gonçalves ha firmato per il Flamengo all'età di dodici anni, percorrendo le varie categorie giovanili e firmando il suo primo contratto da professionista nell'agosto 2021.[2][3] ha esordito il 23 ottobre 2022 in Série A contro l'América-MG.
Nel 2022 è stato nominato dal quotidiano inglese The Guardian uno dei sessanta migliori giovani giocatori nati nel 2005 in tutto il mondo.
Il 26 luglio 2023 è stato ceduto in prestito al RB Bragantino.

## Statistiche

### Presenze e reti nei club
Statistiche aggiornate al 21 maggio 2025.
| Stagione        | Squadra         | Campionato      | Campionato | Campionato | Coppe nazionali | Coppe nazionali | Coppe nazionali | Coppe continentali | Coppe continentali | Coppe continentali | Altre coppe | Altre coppe | Altre coppe | Totale | Totale | Totale |
| Stagione        | Squadra         | Comp            | Pres       | Reti       | Comp            | Pres            | Reti            | Comp               | Pres               | Reti               | Comp        | Pres        | Reti        | Pres   | Reti   |        |
| --------------- | --------------- | --------------- | ---------- | ---------- | --------------- | --------------- | --------------- | ------------------ | ------------------ | ------------------ | ----------- | ----------- | ----------- | ------ | ------ | ------ |
| 2022            | Flamengo        | A/RJ+A          | 0+3        | 0          | CB              | 0               | 0               | CL                 | 0                  | 0                  | -           | -           | -           | 3      | 0      |        |
| 2023            | Flamengo        | A/RJ+A          | 6+2        | 2+0        | CB              | 2               | 0               | CL                 | 1                  | 0                  | RS          | 2           | 0           | 13     | 2      |        |
| 2023            | RB Bragantino   | A1/SP+A         | 0+12       | 0+0        | CB              | 0               | 0               | CS                 | 1                  | 0                  | -           | -           | -           | 13     | 0      |        |
| 2024            | Flamengo        | A/RJ+A          | 4+14       | 0+2        | CB              | 3               | 0               | CL                 | 2                  | 0                  | -           | -           | -           | 23     | 2      |        |
| 2025            | Flamengo        | A/RJ+A          | 7+3        | 2+0        | CB              | 2               | 0               | CL                 | 1                  | 0                  | SB+Cmc      | 0           | 0           | 13     | 2      |        |
| Totale Flamengo | Totale Flamengo | Totale Flamengo | 17+22      | 4+2        |                 | 7               | 0               |                    | 4                  | 0                  |             | 2           | 0           | 52     | 6      |        |
| Totale carriera | Totale carriera | Totale carriera | 51         | 6          |                 | 7               | 0               |                    | 5                  | 0                  |             | 2           | 0           | 65     | 6      |        |

## Palmarès

### Club

#### Competizioni statali
- Campionato carioca: 2

Flamengo: 2024, 2025
- Taça Guanabara: 2

Flamengo: 2024, 2025

#### Competizioni nazionali
- Coppa del Brasile: 1

Flamengo: 2024
- Supercoppa del Brasile: 1

Flamengo: 2025